# Ribeirão Mococa
Der Ribeirão Mococa ist ein etwa 20 km langer linker Nebenfluss des Rio Tibaji im Inneren des brasilianischen Bundesstaats Paraná.

## Geografie

### Lage
Das Einzugsgebiet des Ribeirão Mococa befindet sich auf dem Terceiro Planalto Paranaense (Dritte oder Guarapuava-Hochebene von Paraná).

### Verlauf
Sein Quellgebiet liegt im Munizip Ortigueira auf 664 m Meereshöhe etwa 1 km südöstlich der Ortschaft Natingui. 
Der Fluss verläuft mit großen Schleifen zunächst in überwiegend östlicher Richtung. Nach etwa 7 km erreicht er das Reservat Terra Indígena Tibagy/Mococa. Hier wendet er sich nach Norden und verlässt das Reservat nach ca. 5 km wieder.  
Er mündet auf 499 m Höhe von links in den Rio Tibaji. Er ist etwa 20 km lang.

### Munizipien im Einzugsgebiet
Der Ribeirão Mococa verläuft vollständig innerhalb des Munizips Ortigueira.

## Terras Indígenas
Der Ribeirão Mococa durchfließt die Terra Indígena Tibagy/Mococa etwa mittig von Süd nach Nord. Diese  erstreckt sich westlich vom Rio Tibaji. Gemäß der Datenbank der indigenen Territorien des Instituto Socioambiental leben hier um die 150 Menschen vom Volk der Kaingang (Stand: 2014).
| Terra indígena   | Völker   | Bewohner | Fläche (km²) | Bewohner pro km² | Kategorie      |
| ---------------- | -------- | -------- | ------------ | ---------------- | -------------- |
| TI Tibagy/Mococa | Kaingang | 150      | 8,51         | 18,2             | Terra Indígena |